# Calahoo (Alberta)
Calahoo est un hameau (hamlet) du Comté de Sturgeon, situé dans la province canadienne d'Alberta.

## Démographie
En tant que localité désignée dans le recensement de 2011, Calahoo a une population de 187 habitants dans 74 de ses 79 logements, soit une variation de -5.1% avec la population de 2006. Avec une superficie de 0,416 7 km2, le hameau possède une densité de population de 448,764 1 hab/km2 en 2011.
Concernant le recensement de 2006, Calahoo abritait 197 habitants dans 75 de ses 77 logements. Avec une superficie de 0,416 8 km2, le hameau possédait une densité de population de 472,6 hab/km2 en 2006.